# ریور روود (کارولینای شمالی)
ریور روود (به انگلیسی: River Road) شهری در ایالت کارولینای شمالی کشور ایالات متحده آمریکا است که جمعیت آن در سرشماری سال ۲۰۱۰ میلادی، ۴٬۳۹۴ نفر بوده‌است.